# Мистецтвознавство

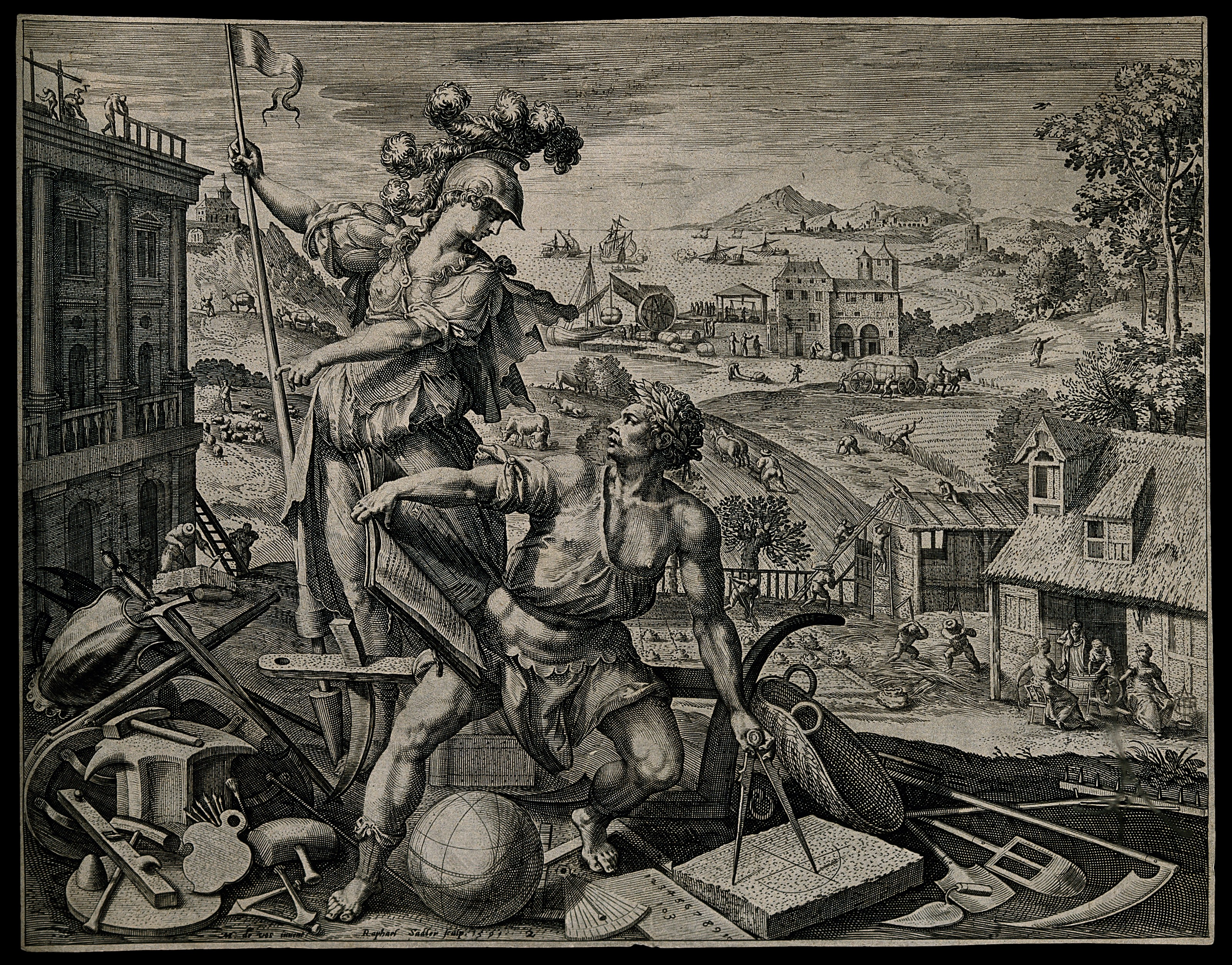
Мартен де Вос — малюнок, гравер Рафаель Заделер. « Мудрість (Мінерва) надихає людину на труд», серія «Пори життя чоловіка», 1591 рік. Національна бібліотека Іспанії, Мадрид

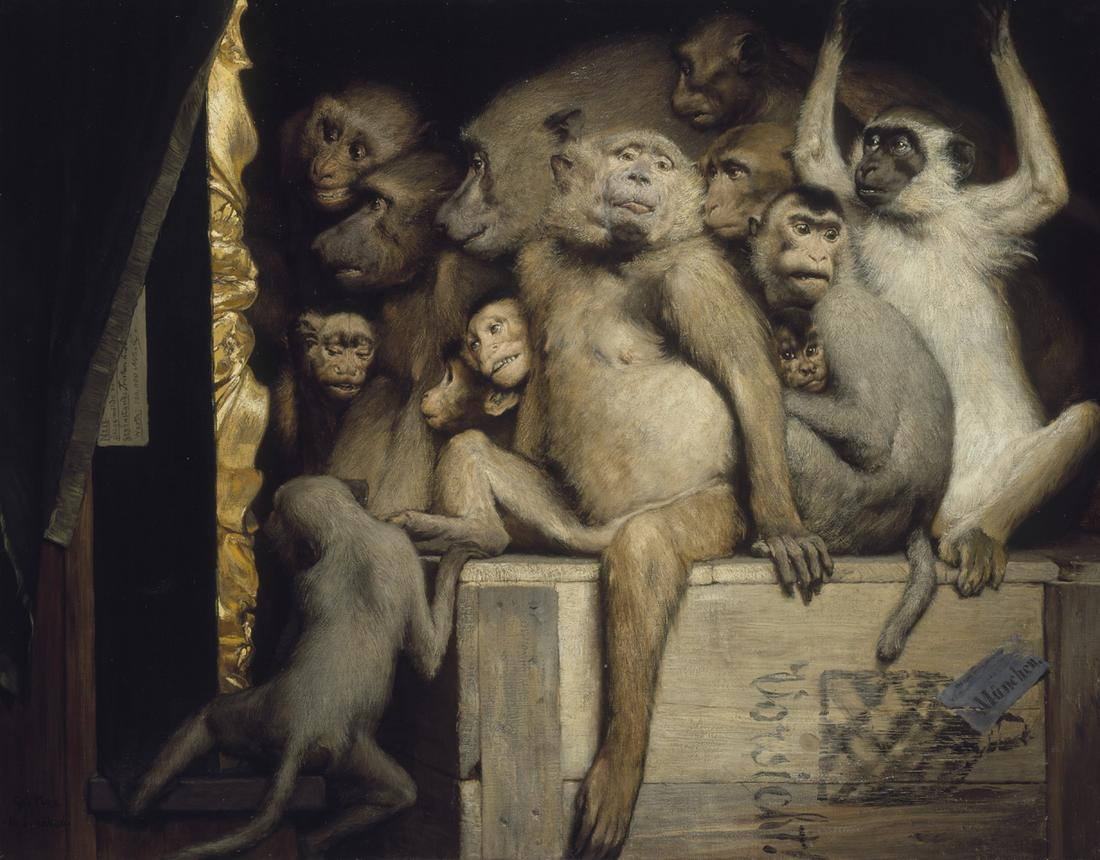
Габріель фон Макс. Мавпи як судді мистецтва, 1889 р., Нова пінакотека

Мистецтвозна́вство — знання про мистецтво; комплексне дослідження та осмислення усіх видів художньої діяльності; сукупність гуманітарних наук, що вивчають закономірності функціонування мистецтва, поєднують у собі історію і теорію мистецтва.

## Розділи
- Теорія мистецтва тісно пов'язана з естетикою, вивчає закономірності розвитку мистецтва, зв'язки між змістом і формою в мистецтві.
- Історія мистецтв дає опис, аналіз і тлумачення творів, розкриває поступальний розвиток мистецтва.
- Художня критика (тобто аналіз і систематика) здійснює теоретичний та історичний аналіз художніх творів і явищ, оцінює їх в історичному контексті.

## Історія
Перші спроби усвідомити перебіг художніх подій і їх якісних змін відбулися у добу відродження в Італії. Мода на античність, що охопила італійських гуманістів і згодом широкі верства населення перейшла у реальні спроби відродити призабуті художні методи, відродити старожитні техніки і навіть почати жити відповідно античних настанов. Пройшли навіть спроби реально поєднати католицизм і античний спадок у його давньоримському варіанті.
В художній практиці митці Італії почали з копіювання давньоримських зразків архітектури і орнаментики (Пізанелло в медальєрному мистецтві,  Браманте і Мантенья в живопису), потім зрівнялись з античними митцями, на зламі 15-16 століть — вже перевищили їх методи і художній рівень. Відтоді термінологічне значення слова «відродження» практично втратило свій зміст, бо суто відродження вже відбулось, а процес якісних змін — пішов далі, зберігши застарілу назву.

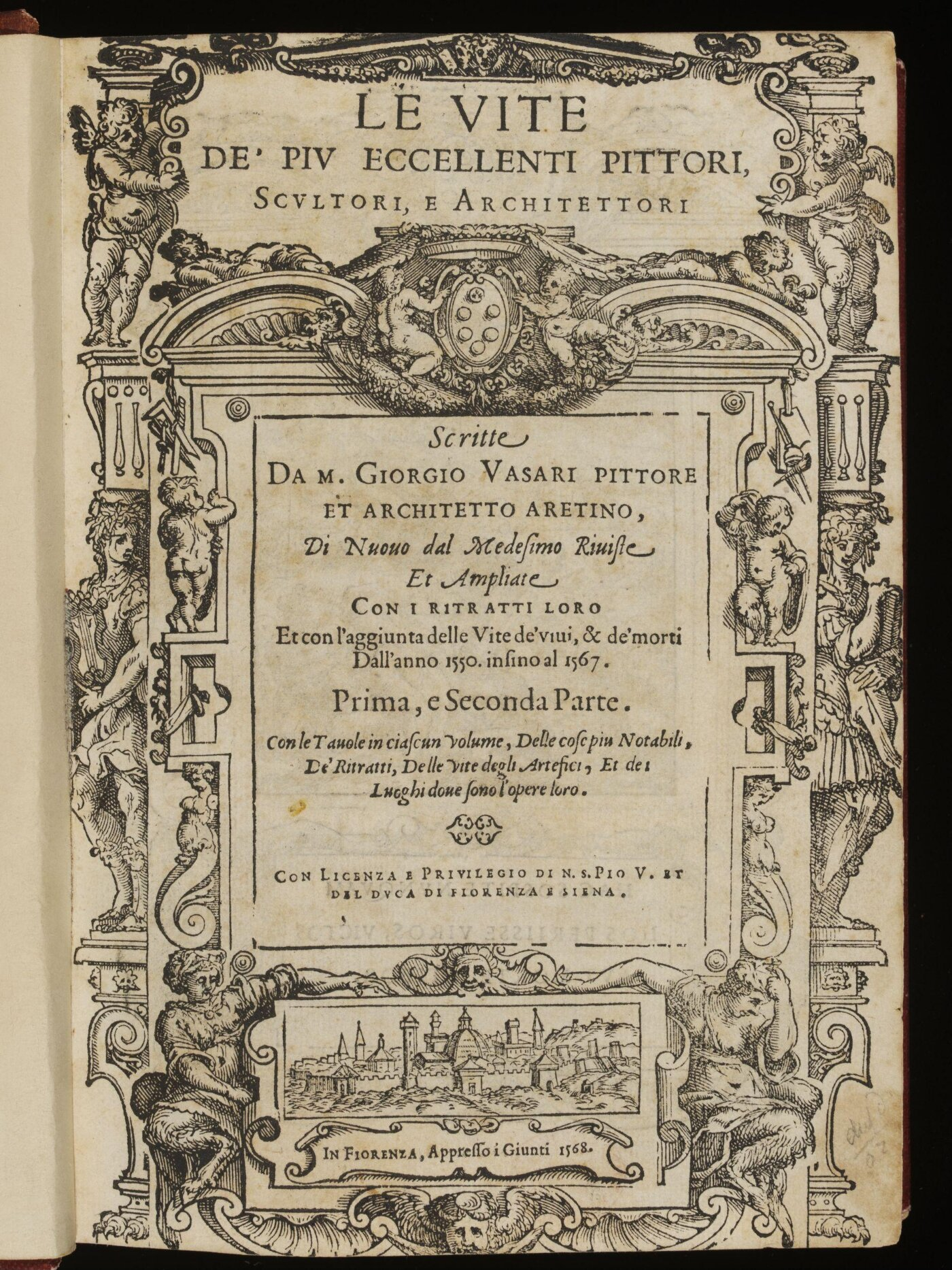
Титульний лист першого видання «Життєписів»

Найбільшою заслугою Вазарі вважається його монументальна праця «Життєписи найславетніших живописців, скульпторів та архітекторів» («Le Vite de'piu eccelenti Pittori, Scultori e Architetti»), який був закінчений в 1550 році. Другим доповненим виданням з додатком портретів знаменитих художників книга вийшла в 1568 році.
Не Джорджо Вазарі належить й ініціатива створення «Життєписів», що так його уславили. Ініціатива (ідея) створення належала єпископу Паоло Джовіо (1483—1552), виказана під час званого обіду в присутності папи римського Павла III. За іронію історії доручення створити мистецтвознавчий твір отримав непоганий художник-декоратор із замалими літературними здібностями.
До свого монументального твору про сучасних йому діячів мистецтва, яке Вазарі порадили написати, він віднісся досить сумлінно. Коли частина рукопису була готова, він передав її Аннібале Каро, який допоміг йому своїми зауваженнями і порадив довести роботу до кінця. Пізніше чернець Маттео Фаетані, що володів літературною освітою, за дорученням Вазарі зробив істотні поправки в ній. Тому книга була закінчена тільки в 1550 р. Але і тоді Вазарі не був задоволений нею і продовжував збирати додаткові відомості з життя і творчості художників-сучасників. Тільки через 18 років після першого видання, його твір прийняв остаточний вигляд, в якому варіанті і дійшов до сучасності. Це друге видання прикрашене портретами художників, часто вигаданими.
Без цінних відомостей, що містяться в «Життєписах» у історії італійського мистецтва була б суттєва прогалина. Вазарі в своїй книзі детально оповідає про власну творчість і не соромиться віддавати належне своєму таланту живописця і архітектора. Пізніші видання, забезпечені коментарями різних авторів, неодноразово виходили за наступні десятиліття. У 1878 р. твір Вазарі вийшов у Флоренції під редакцією Міланезі, пізніше перекладений французькою і німецькою мовами.
Черговий впливовий мистецтвознавчий твір був створений Йоганом Вінкельманом (1717—1768) . Він мав назву «Історія стародавнього мистецтва», але у 18 ст. і на початку 21-го в назві вбачають різні змісти.
У Вінкельмана — була лише спроба систематизувати давньоримське мистецтво. На той час ще не було достатньо знань ні про давньогрецьке мистецтво і мистецтво доби архаїки, ні про мистецтво етрусків, стародавніх єгиптян, франків, бритів, німецьких і слов'янських племен. Відповідно і назва його книги мала б мати іншу назву, щось на кшталт «Історія мистецтва Стародавнього Рима».
Продовжувачами справи Вінкельмана стала бригада французьких науковців і офіцерів у складі армій Наполеона, що вдерлися у Арабський Єгипет. Військові підсумки наполеонівської авантюри у Єгипті — сумнівні, чого неможливо говорити про підсумки наукові. На новий щабель були підняті дослідження і знання про Стародавній Єгипет, а серед непересічних досягнень — розшифрування науковцем Шампольйоном єгипетських ієрогліфів і здатність читати писемні джерела зниклої держави.
В мистецтвознавчу полеміку втрутились пристрасні представники романтизму, ідейної течії, що протистояла емоційній холодності і застиглій нормативності класицизму. Теоретики класицизму виходили з доктрини, що ідеал вже був досягнутий у мистецтві Стародавньої Греції і Стародавнього Рима. Завдання — лише наслідувати форми, вироблені греками та римлянами, всі ці колони, портики, фронтони, ясні і спрощені плани та прямі кути. Теоретики романтизму оголосили вартими уваги і наукового дослідження усі мистецькі здобутки всіх попередніх епох, а не тільки канонізованих греків, римлян та майстрів італійського відродження. В історію мистецтва і мистецтвознавство повернули раннє середньовіччя, добу романики і готики, місцеві варіанти бароко і рококо .
Згодом прийшов новий етап досліджень мистецтва мусульманських країн, Китаю, Японії, доколумбових цивілізацій. Найціннішими у цьому процесі були практичні спроби західноєвропейців не тільки вивчення історії мистецтва неєвропейських народів, скільки спроби збереження і вивезення творів мистецтва у європейський культурний простір з небезпечних регіонів військових конфліктів, безглуздого нищення релігійними фанатиками тощо.
Мистецтвознавство як наукова дисципліна виникло в другій половині 19 ст. Саме тоді його відокремили від історичної науки при збереженні зв'язків з історією і її методиками. У західноєвропейських університетах засновують кафедри мистецтвознавства та історії мистецтв. Друга половина 19 ст. в західноєвропейських країнах і у Сполучених Штатах збіглась із піднесенням економіки і промислового виробництва, з піднесенням друкарської справи. На хвилі піднесення друкарської справи виникла низка нових наукових журналів, серед них і спеціалізованих суто на мистецтвознавстві .

## Мистецтвознавство в Україні
Українське мистецтвознавство — порівняно нова галузь гуманітарних наук, що сформувалася наприкінці 19 — на початку 20 ст. В історії становлення українського мистецтвозназвства як науки виділяють декілька етапів. У 1920-х рр. активну діяльність вели наукові діячі кафедри мистецтвознавства, яку очолюв академік Ф. Шміт, і Кабінет українського мистецтвознавства, керівником якого був О. Новицький. Розквіт українського мистецтвознавства на початку 20 ст. пов'язаний з іменами М. Біляшівського, Ф. Ернста, В. Зуммера, Н. Коцюбинської, Є. Левитської, К. Мощенка, Д. Щербаківського та ін. В епоху «шістдесятництва» їхню справу продовжили П. Білецький, Г. Логвин, Л. Міляєва, В. Овсійчук та інші.
У 20 ст. в українському мистецтвознавстві, з'явилися багатотомні видання з історії образотворчого, декоративного, театрального, музичного мистецтва. 20 ст. — час формування сучасного мистецтвознавства як розвиток наукових знань про архітектуру, графіку, живопис, скульптуру, декоративного мистецтва; особливого розвитку набувають методологічні пошуки в галузі.
Нині українське мистецтвознавство спирається на ідею відродження національної культури і традицій, водночас наголошує на необхідності осмислення історичного минулого й осягнення нових, а найголовніше — об'єктивних критеріїв оцінки історичних подій, діяльності окремих особистостей.